# بدر الجبري
بدر ناصر عبد الله محسن الجبري نائب سابق في مجلس الأمة الكويتي، شارك في انتخابات مجلس الأمة الكويتي عام 1975 عن الدائرة الخامسة كيفان وحصل علي (862) وحصل علي المركز الثالث ونجح بالانتخابات.